# Potier d'étain
Potier d'étain ou en wallon (et notamment à Huy) potstainier (pron. -tst-) est le nom de l'ancien métier de ceux qui façonnaient des contenants et des instruments de cuisine avec de l'étain.

## Historique
Le métier de potier d’étain se développa au cours du XIIIe siècle, avec le remplacement progressif de la poterie de terre et des ustensiles en bois tourné par de la vaisselle métallique. La tâche principale de potier d'étain consistait à écrouir au marteau l’étain coulé en feuilles, à l’instar des batteurs d’or et d’argent.

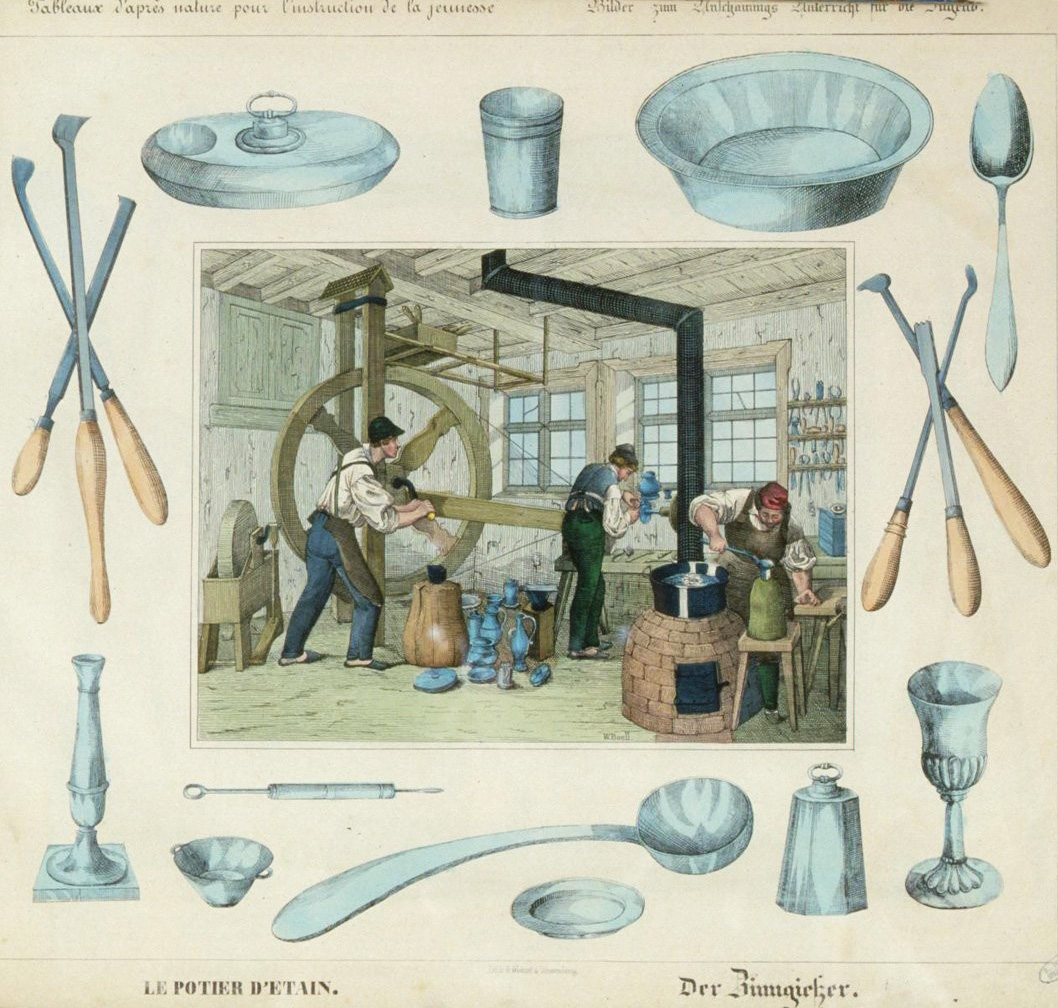
Le potier d'étain (Jean Frédéric Wentzel, 1847).

Les derniers statuts donnés en 1613 à la communauté des potiers d'étain, les qualifient de maîtres potiers d'étain et tailleurs d'armes sur étain, ce qui leur conférait le droit de graver, d'armorier tous les ouvrages d'étain qu'ils fabriquaient. Chaque maître était tenu d'avoir deux poinçons pour marquer son travail l'un contenait la première lettre du nom de baptême et celui de famille en entier; l'autre, les deux premières lettres de chaque nom qui devaient être empreintes sur des tables d'essai que gardait le procureur du roi, et sur celles de la communauté, pour y avoir recours en cas de fraude. Il leur était défendu d'enjoliver leurs produits avec de l'or ou de l'argent, à moins que ces travaux ne fussent destinés à parer les églises. 
L'apprentissage était de six ans, et le compagnonnage de trois ans. Le brevet coûtait 36 livres, et la maîtrise 500 avec chef-d'œuvre.
Le déclin de la profession de potier d’étain s’amorça avec l'avènement de la Révolution Industrielle, et la découverte de nouvelles techniques telles que la galvanoplastie.
À Paris ils étaient installés rue des Piliers-aux-Potiers-d'Étain.